# منتسله
مَنْتْسَلَه (به فنلاندی: Mäntsälä) یک منطقهٔ مسکونی در فنلاند است که در اوسیما واقع شده‌است.